# 肯普隆格拉蒂薩鄉

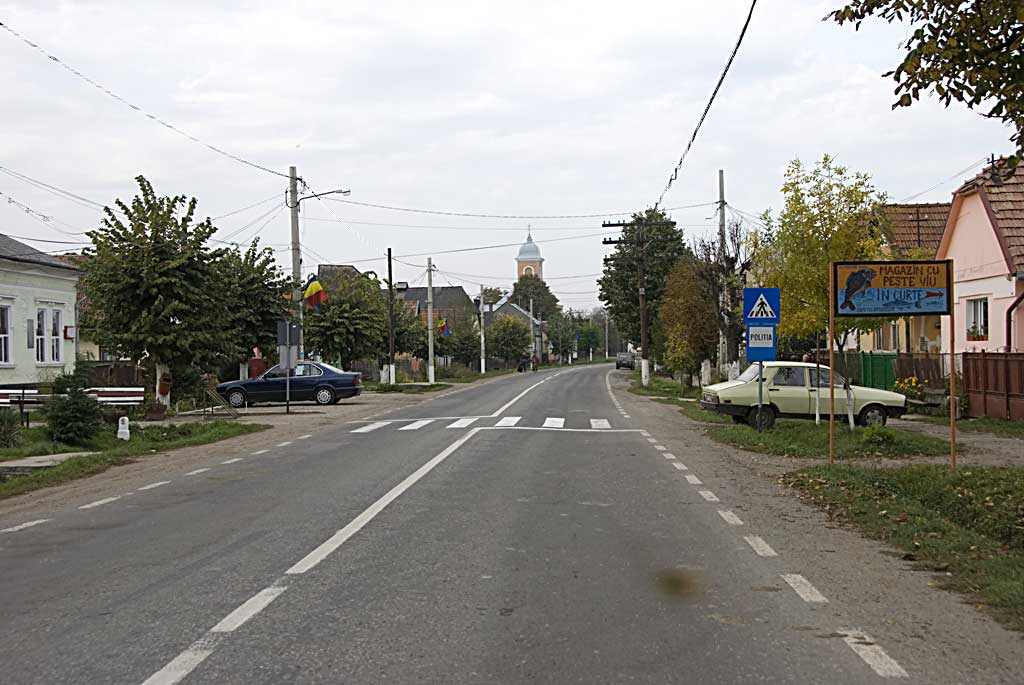

47°59′06″N 23°45′57″E / 47.985°N 23.7658°E
肯普隆格拉蒂薩鄉（羅馬尼亞語：Comuna Câmpulung la Tisa, Maramureș），是羅馬尼亞的鄉份，位於該國西北部，由馬拉穆列什縣負責管轄，面積30平方公里，海拔高度244米，2007年人口2,468，人口密度每平方公里83人。